# ルベン・ドゥアルテ
ルベン・ドゥアルテ・サンチェス（Rubén Duarte Sánchez ,  1995年10月18日 - ）は、スペイン・アンダルシア州アルメリア県アルメリア出身のプロサッカー選手。リーガMXのクラブ・ウニベルシダ・ナシオナルに所属している。ポジションはDF。

## 来歴
2008年にポリ・エヒド (2012年に解散）のカンテラに入団し、翌年RCDエスパニョールに入団。2012年にBチームでプロデビュー。2014-15シーズンにトップチームに昇格。2015年1月7日のコパ・デル・レイのバレンシアCF戦で、トップチームデビュー。以降先発に定着し、同シーズンはラ・リーガに11試合、2015-16シーズンは22試合に出場するなど、力を付けていったが、2016-17シーズンは3試合の出場にとどまった。
2017年5月17日、デポルティーボ・アラベスと3年契約を締結。移籍後はレギュラーに定着するも、2018年1月28日のFCバルセロナ戦では、コーナーキックの場面で、ルイス・スアレスとの競り合いで、スアレスに下腹部を蹴られるというアクシデントに遭遇した。
2018年10月6日のレアル・マドリード戦では、試合終了間際にマヌ・ガルシアの決勝ゴールを呼び込むアシストを決め、本拠地エスタディオ・デ・メンディソローサでの1-0の大金星を達成した。
2024年、クラブ・ウニベルシダ・ナシオナルに移籍した。